# 김기현 (성우)
김기현(金基賢, 1945년 6월 24일~)은 대한민국의 성우이자 배우이다. 

## 생애
충청북도 옥천군에서 출생하여 한때 충청남도 대전부 원동에서 잠시 유아기를 보낸 적이 있다. 대전에서 성장한 그는 1965년 연극배우로 첫 데뷔하였으며, 5년 후 1970년 MBC 4기 공채 성우로 데뷔하였다. 현재 문화방송 성우극회 소속 프리랜서 성우 겸 배우이며 현재 활동 중인 4기 공채 성우들 중에서는 최연장자이다.
키가 181cm로 당대 기준으로 상당한 장신이다. 또한 헬스를 꾸준히 해서 나이에 어울리지 않게 힘이 장군감이다.

## 약력
수많은 작품에 성우로 출연했으며, 《은하철도 999》의 '차장', 맥가이버에서는 '피터 손튼'국장, 《폴리스 아카데미》에서는 괴력의 흑인 거한 경찰관인 '모지스 하이타워', 《레옹》에서는 주인공 '레옹'의 목소리 연기를 했으며, 만화영화 《톰 소여의 모험》에서 '인디언 조(Indian Joe)' 역을 맡기도 했다. 애니메이션, 코미디 프로그램에서도 활약했는데《일요일밤의 대행진》에 예속되어 있는 프로그램 중《죄와 벌이라는 프로그램에서 하느님의 역을 맡기도 했다. 이때의 명대사가 "병조(김병조)야 판결을 내리거라."였다. 주로 나이가 많은 남자, 힘이 쎈 사람, 싸움을 잘하는 사람, 덩치가 큰 사람 등의 배역 위주로 담당했다.
배우로도 활동하고 있는데 영화 《투캅스 3》에서 조연을 맡았으며, 1999년 드라마《카이스트》에서는 '김대현 교수'역을 맡아 인상적인 연기를 보여주기도 하였다. 2005년 드라마 《제5공화국》에서는 장태완 역으로 출연하여 많은 인기를 끌었다. 특히 12.12사건 당시 그의 모습과 말에 강한 인상을 받은 시청자들이 '장포스'라는 별칭을 지어줬다. 또한 유행어도 생겼다. '야 이 반란군놈의새끼야! 니들 거기 꼼작 말고 있어 내가 전차를 몰고가 니놈들 머리통을 다 날려버리겠어! 역적 놈의 새끼들!' 이 유행어로 패러디가 있었는데, 2013년 일일시트콤 《일말의 순정》에서도 이 유행어를 썼다.

영화 《복면달호》에선 같은 성우인 김익태와 같이 영화에 출연하기도 했다. 2001년 역사드라마 《여인천하》에서도 상인 역으로 출연하였으며, 2002년 역사드라마 《야인시대》에서 친일파 역할로 출연했다. 2008년 대하드라마 《대왕 세종》에서 유정현 역으로 출연했다. 유정현 역에서 하차한 후에도 《대왕 세종》에서 김종성의 뒤를 이어 해설을 맡았다. 시트콤 《논스톱5》에서는 강 회장역을 한 바 있다.

## 작품 활동

### 더빙, 내레이션

#### 드라마
- 《삼국지》(MBC) - 관우 역
- 《CSI과학수사대》 (MBC) - 레이먼드 랭스턴 박사 역
- 《부부클리닉 사랑과 전쟁》 (KBS2)
- 《CSI마이애미》 (MBC) - 레이먼드 랭스턴 박사 (로렌스 피쉬번) 역 (시즌 8 라스베이거스, 뉴욕과 트리플 크로스에피에 출연)
- 《맥가이버》 (MBC) - 피터 쏜톤 국장 역(다나 엘카)
- 《애증의 세월 신즈》 (MBC) - 데이비드(제임스 패런티노)
- 《피터 대제》 (MBC) - 윌리엄 3세(로렌스 올리비에)
- 《전쟁과 평화》 (MBC) - 쿠투초프(보리스 자하바)
- 《동양특급 로형사 시즌 1》 (MBC) - 윈십 반장 (톰 라이트) 역
- 《천사 조나단》 (MBC) - 마크 고든 역(빅터 프렌치)
- 《33분 탐정》 (투니버스) - 해설 역
- 《빅마우스》 (MBC) - 연흥관에서 상영된 영상 속 내레이션 역
- 《위험한 약속》(KBS) - 해설 (1회~18회, 19회, 20회, 21회~104회)

#### 애니메이션
- 《은하철도 999》 (MBC) - 차장 역
- 《금발의 제니》 (MBC)
- 《털보아저씨와 꾸러기들》 (MBC) - 털보아저씨 역
- 《로봇수사대 K캅스》 (MBC) - 경찰청장 역, 나레이션 역
- 《체포하겠어》 (투니버스) - 국장 역
- 《기동무투전 G건담》 - 동방불패 역
- 《큐빅스》 (SBS) - Dr. K 역
- 《로보짱 큐빅스》 (KBS) - Dr. K 역
- 《요술소녀》 (MBC)
- 《카우보이 비밥》 - 제트 블랙 역
- 《머털도사》 (MBC) - 왕질악 도사 역
- 《북두의 권》 - 라오우 역
- 《영혼기병 라젠카》 - 모노스타 장군 역
- 《지옥소녀》 - 와뉴도 역
- 《아바타 - 아앙의 전설》 (EBS, 투니버스) - 로쿠 역
- 《세느강의 별》 (MBC)
- 《미래용사 볼트론》 (MBC) - 황제 자르콘 역
- 《유령대소동》 (MBC)
- 《우주보안관 장고》 (MBC)
- 《핑크팬더》 (MBC)
- 《들장미 소녀 린》 (SBS) - 레이널즈 회장 역
- 《내일은 월드컵》 (SBS) - 박한 역
- 《날아라 스타에이스》 (MBC) - 철가면 역
- 《그로이저X》 (MBC) - 악당 역
- 《용감한 죠리》 (MBC)
- 《소공자 세디》 (MBC)
- 《모험왕 걸리버》 (MBC) - 해설
- 《펭킹 라이킹》 (MBC) - 콘돌 대장
- 《기동전사 건담 0083》 (MBC) - 코웬
- 《독고탁의 비둘기 합창》 (MBC) - 마우돈
- 《콩딱쿵 이야기 주머니》 (MBC)
- 《마스크》 (SBS) - 은행장
- 《돌아온 영웅 홍길동》 (MBC) - 골반도사
- 《마법소녀 리나》 (SBS)
- 《슬레이어즈 TRY》 (투니버스) - 아르메이스, 호너, 필립, 푸코, 유령선 선장, 피스맨 리더
- 《이집트 왕자》 (SBS) - 세티
- 《알프스 소녀 안네트》 (MBC)
- 《오스카 오케스트라》 (투니버스) - 태디우스
- 《물지 않는 다큘라 백작》 (투니버스) - 이고르
- 《시골소녀 폴리아나》 (MBC)
- 《나나의 환상여행》 (SBS) - 스테이 / 부츠
- 《목장의 소녀 캐트리》 (MBC)
- 《고바리안》 (MBC) - 제크 아르바
- 《무적의 실버호크》 (MBC) - 천리안
- 《수퍼보이》 (MBC) - 고스터
- 《마르코 폴로의 모험》 (MBC) - 니콜로 폴로
- 《우주용사 다이노서》 (MBC)
- 《말괄량이 뱁스》 (MBC) - 애크미 제과점 사장, 아놀드
- 《로빈 훗의 모험》 (MBC) - 엘윈 남작
- 《쥬라기 원시전》 (MBC) - 알로 / 테라
- 《알렉스의 모험》 (MBC)
- 《마이티 마우스》 (MBC)
- 《트리팡파이터》 (MBC) - 너클 박사
- 《동경대부》 (애니맥스) - 긴
- 《쿵푸팬더 전설의 마스터》 (니켈로디언) - 시푸 사부
- 《바우와우》 (VIDEO)
- 《캡틴 퓨처》 (VIDEO) - 그렉
- 《레이브》 (투니버스) - 해설 / 검성 시바
- 《고스트 바둑왕》 (투니버스) - 도야
- 《몬스터》 (투니버스) - 슈발트
- 《백수왕 고라이온》(MBC) - 다이바자르 (자르콘,자칸)
- 《구름처럼 바람처럼》 (투니버스) - 둔보
- 《그림명작동화》 (MBC)
- 《기동전사 건담 AGE》 (챔프) - 이젤칸트
- 《마이 리틀 포니》 (투니버스) - 디스코드
- 《나루토 질풍전》 (투니버스) - 육도선인 (오오츠츠키 하고로모)
- 《쿵푸팬더》 - 시푸 사부 역
- 《업》 - 찰스 먼츠 역
- 《노미오와 줄리엣》 - 빌 셰익스피어 역
- 《카우보이 비밥 - 천국의 문》 - 제트 블랙 역
- 《스파이더맨: 뉴 유니버스》 - 윌슨 피스크 / 킹핀 역
- 《변신기차 로봇 트레인 S2》 - 게리 역
- 《애니매트릭스》 (SBS) - 테디우스(케빈 마이클 리차드슨) 역
- 《주토피아》 - 라이언 하트시장 역
- 《원피스 극장판 - 스트롱월드》 (투니버스) - 금사자 시키 역
- 《신비아파트: 고스트볼의 비밀》 (투니버스) - 발로우, 요아힘 역
- 《쿵푸팬더 4》 - 시푸 역

#### 영화
- 장 르노
  - 《꾸뻬씨의 행복여행》 (KBS) - 디에고
  - 《그랑블루》 (KBS, SBS) - 엔조
  - 《미션 임파서블》 (SBS) - 크리거
  - 《레옹》 (KBS, SBS) - 레옹
  - 《프렌치 키스 1,2》 (SBS) - 펠릭스
  - 《롤러볼》 (MBC)
  - 《크림슨 리버》 (SBS)
  - 《크림슨 리버2》 (KBS)
  - 《프렌치 키스2》
  - 《셧 업》 (SBS)
  - 《호랑이와 눈》 (KBS)
  - 《로닌》 (MBC)
- 사무엘 L. 잭슨
  - 《블랙아웃》 (SBS) - 존 밀스
  - 《리노의 도박사》 (MBC) - 존 밀스
  - 《스피어》(SBS) - 해리
  - 《어벤져스》 - 닉 퓨리
  - 《어벤저스: 에이지 오브 울트론》 - 닉 퓨리
  - 《어벤져스: 인피니티 워》 - 닉 퓨리
  - 《어벤져스: 엔드게임》 - 닉 퓨리
  - 《퍼스트 어벤저》 - 닉 퓨리
  - 《캡틴 아메리카: 윈터 솔져》 (MBC) - 닉 퓨리
  - 《캡틴 마블》 - 닉 퓨리
  - 《스파이더맨: 파 프롬 홈》 - 닉 퓨리
  - 《롱 키스 굿나잇》 (MBC) - 밋치 헤네시
  - 《딥 블루 씨》 (SBS) - 프랭클린
- 앤서니 퀸
  - 《나바론의 요새》 (MBC) - 스타브로스 대령
  - 《바라바》 (KBS) - 바라바
  - 《구름 속의 산책》 (MBC) - 돈 페드로
  - 《노틀담의 꼽추》 (KBS, MBC) - 콰지모도
- 《거미 여인의 키스》 (MBC) - 몰리나 (윌리엄 허트)
- 《블레이드 러너》 (MBC) - 브라이언트 (M. 에밋 월시)
- 《캐리비안의 해적: 망자의 함》 (MBC) - 데비 존스(빌 나이)
- 《미션임파서블 3》 (MBC) - IMF 국장(로렌스 피쉬번)
- 《구니스》 (MBC) - 제이크(로버트 다비)
- 《이탈리안 잡》 (MBC) - 존(도널드 서덜랜드)
- 《어썰트 13》 (SBS) - 마리온 비숍 (로렌스 피쉬번) 역
- 《그렘린II》 (MBC)
- 《미션 임파서블》 (MBC) - 루터 (빙 라메스)
- 《반지의 제왕 2》 (SBS) - 사루만 (크리스토퍼 리) / 트리비어드 (존 라이스-데이비스) 역
- 《브래스드 오프》 (SBS) - 대니 (피트 포스틀스웨이트) 역
- 《마스크》 (SBS) - 두목(오레스테스 마타세나) / 뉴먼 박사(벤 스틴) / 버트 리플리(조니 윌리엄스)
- 《클린》 (SBS) - 알브레히트 (닉 놀테) 역
- 《아스테릭스》 (SBS) - 오벨릭스 (제라르 드빠르디유) 역
- 《캣츠 앤 독스》 (SBS) - 부치 (알렉 볼드윈) 역
- 《이레이저》 (SBS) - 아서 벨러(제임스 코번)
- 《데스퍼레이트》 (SBS)
- 《사라의 미로여행》 (SBS)
- 《삼손과 데릴라》 (MBC)
- 《제5원소》 (SBS)
- 《디 워》 - 잭 (로버트 포스터) / 해설 역
- 《툼 스톤》 (KBS) - 클랜튼(파워스 부스)
- 《아담스 패밀리》 (MBC) - 고메즈 (라울 줄리아) 역
- 《아담스 패밀리2》 (MBC) - 고메즈 (라울 줄리아) 역
- 《콜드 마운틴》 (MBC)
- 《이탈리안 잡》 (MBC)
- 《사무라이 픽션》 (MBC) - 간젠 (나이토 다케토시) 역
- 《복제인간의 제국》 (MBC) - 매튜 베넬 (도날드 서덜랜드) 역
- 《늑대의 제국》 (KBS) - 시페르 (장 르노) 역
- 《당신이 잠든 사이에》 (MBC) - 제리 (제이슨 버나드) 역
- 《프로텍션》 (MBC) - 반장 역
- 《브루스 올마이티》 (MBC) - 하느님 (모건 프리먼) 역
- 《스타트렉9 : 최후의 반격》 (MBC) - 존 뤽 피카드 (패트릭 스튜어트) 역
- 《엘프》 (MBC) - 산타 (에드워드 애스너) 역
- 《룰스 오브 인게이지먼트》 (MBC) - 호저스 (토미 리 존스) 역
- 《스위치 백》 (MBC) - 밥 역
- 《아이언 이글》 (MBC) - 채피 대령 (루이스 고셋 주니어) 역
- 《스타키드》 (MBC) - 나레이터 / 사이버수트 (알렉스 다니엘스) 역
- 《에디》 (MBC) - 와일드 빌 (프랭크 란젤라) 역
- 《뮤리엘의 웨딩》 (MBC) - 뮤리엘 아버지 역
- 《캐릭터》 (MBC) - 드레버하번 (얀 데클레르) 역
- 《아스테릭스 2: 미션 클레오파트라》 (MBC) - 오벨릭스(제라르 드파르디외) / 해설(피에르 체르니아) 역
- 《닌자 거북이2》 (MBC) - 슈레더 (프랑소와 초) 역
- 《머나먼 여정》 (MBC) - 섀도우 (돈 아미시) 역
- 《스타워즈 에피소드5》 (MBC) - 다스 베이더 (데이비드 프로우즈) / 펠퍼틴 황제 (에바든 베이커)(2003년) 역
- 《스타워즈 에피소드6》 (MBC) - 다스 베이더 (제임스 얼 존스)(1990년) / 펠퍼틴 황제 (이안 맥디아미드)(2003년) 역
- 《왓처》 (MBC) - 국장 역
- 《제로니모》 (MBC) - 알 시버 (로버트 듀발) 역
- 《고스트 앤 다크니스》 (MBC)
- 《트레이닝 데이》 (SBS) - 로저 (스콧 글렌) 역
- 《댄싱히어로》 (SBS) - 배리 파이어 협회장 (빌 헌터) 역
- 《레이디 킬러》 (MBC)
- 《의천도룡기》 (MBC) - 화공두타 역
- 《게릴라》 (MBC)
- 《12명의 성난 사람들》 (MBC) - 3번 배심원 (리 J. 코브) 역
- 《어퓨굿맨》 (MBC)
- 《세인트》 (MBC)
- 《딥 임팩트》 (MBC) - 제이슨 러너 (맥시밀리안 쉘) 역
- 《어느 멋진 날》 (MBC)
- 《브룩 쉴즈의 사하라》 (MBC)
- 《피고인》 (MBC)
- 《파인딩 포레스터》 (SBS) - 로버트 크로포드 (F. 머레이 에이브러햄) 역
- 《브로큰 애로우》 (SBS) - 윌킨스 대령 (델로이 린도)
- 《본 아이덴티티》 (MBC) - 지안카를로 (오소 마리아 구에리니) 역
- 《특전대 네이비 씰》 (SBS) - 샤히드(니콜라스 카디)
- 《결혼 만들기》 (MBC)
- 《프린스 앤 프린세스》 (KBS)
- 《뱀파이어 해결사》 (MBC) - 메릭 (도날드 서덜랜드) 역
- 《슈퍼맨3》 (SBS) - 거스 (리처드 프라이어) 역
- 《인디펜던스 데이》 (MBC)
- 《키스 더 걸》 (MBC) - 알렉스 크로스 (모건 프리먼) 역
- 《덴젤 워싱턴의 복수》 (SBS) - 얼 탤봇 브레이크 (존 리스고우) 역
- 《콩고》 (MBC) - 몬로 (어니 허드슨) 역
- 《십계》 (MBC) - 야훼 역
- 《무적의 탱크 태무진》 (MBC)
- 《삼국지 극장판》 (CHING) - 동탁 역
- 《리썰 웨폰》 (MBC) - 로저 머터프 (대니 글로버) 역
- 《리썰 웨폰 2》 (MBC) - 로저 머터프 (대니 글로버) 역
- 《리썰 웨폰 3》 (MBC) - 잭 트래비스 (스튜어트 윌슨) 역
- 《라스트 액션 히어로》 (SBS)
- 《타잔》 (MBC) - 타잔(조니 와이즈뮬러) 역
- 《폴리스 아카데미》 시리즈 - 모지스 하이타워(부바 스미스) 역
- 《후크》(MBC) - 후크 선장(더스틴 호프만)
- 《의혹》 (MBC) - 샌디 스턴(라울 줄리아)
- 《종착역》 (MBC)
- 《마루타》 (MBC) - 이시이시로(왕윤식) 역
- 《프록터의 행운》 (MBC) - 레이몬(대니 글로버) 역
- 《분노의 폭발》 (MBC) - 게리티(토미 리 존스) 역
- 《석양의 건맨》 (MBC) - 대령(리 밴클리프) 역
- 《마틴 기어의 귀향》 (SBS) - 쟝 드 코라스(로저 플랜천)
- 《비버리 힐스 캅 2》 (SBS) - 과장(길 힐) / 시장(로버트 리젤리)
- 《총잡이 링고》 (MBC) - 산초(페르난도 산초)
- 《최후의 총잡이》 (MBC) - 프로보(제임스 코번)
- 《조슈아 트리》 (SBS) - 잭(보 스타)
- 《죽음의 추적자》 (SBS) - 에드가 밀렌 상사(리 마빈)
- 《돌아온 링고》 (MBC) - 에스테반(페르난도 산초)
- 《로미오와 줄리엣》 (MBC) - 캐플릿(폴 하드윅)
- 《형사 스타크》 (MBC) - 스타크(니콜라스 서로비)
- 《007 유어 아이스 온리》 (MBC) - 밀로스 콜롬보(하임 토폴)
- 《레비아탄》 (MBC) - 존스(어니 허드슨)
- 《소돔과 고모라》 (MBC) - 세구르(다니엘레 바르가스)
- 《크미치스》 (MBC) - 사누카(리스자드 필립스키)
- 《E.T.》  (MBC) - 의사(로버트 D. 머피)
- 《80일간의 세계일주》 (MBC) - 픽스 형사(로버트 뉴튼)
- 《프로페셔널》 (MBC) - 파단(리 마빈)
- 《위 워 솔저스》 (SBS) - 배질 프럼리(샘 엘리엇)
- 《미키 루크의 추적자》 (MBC)

#### 게임
- 정통맞고2009
- 에이지 오브 엠파이어 2: 에이지 오브 킹스 - 윌리엄 월리스 캠페인 나레이션
- 에이지 오브 엠파이어 3 - 이반 4세 바실리예비치 역
- 창세기전3 - 죠엘 남작 역
- 월드 오브 워크래프트 - 킬'제덴 역
- 던전시즈 2[4]
- 스타크래프트 I 리마스터 확장판 - 제라툴 역
- 스타크래프트 II - 제라툴 역
- 메트로 2033 - 칸 역
- 킹덤언더파이어 - 케이져 역
- 도타2 - 켄타우로스 전쟁용사 역
- 히어로즈 오브 더 스톰 - 제라툴 역
- 킹스 레이드 - 카울라 역

#### 버라이어티
- 《일요일 일요일 밤에》 (MBC)
- 《가족오락관》 (KBS)
- 《실제상황 토요일》 (SBS)
- 《브레인 서바이버》 (MBC)
- 《인생극장 오 마이 갓》 (ITV)
- 《엑소시스트》 (tvN)
- 《생활의 달인》 (SBS)
- 《퀴즈쇼 사총사》 (KBS)
- 《요! 주의사항》 (SBS)
- 《퀴즈탐험 신비의 세계》 (KBS)
- 《실험쇼 진짜? 진짜!》 (MBC)
- 《배한성 배칠수의 고전열전》 (MBC 표준FM) - 우길도사
- 《비타민》 (KBS)
- 《속풀이쇼 동치미》 (MBN)

#### 시사교양
- 《명작의 고향》 (MBC)
- 《명곡의 고향》 (MBC)
- 《명작의 무대》 (MBC)
- 《MBC 스페셜》 (MBC)
- 《6시 내고향》 (KBS)
- 《감성매거진 행복한 오후》 (KBS)
- 《낭독의 발견》 (KBS)
- 《여유만만》 (KBS)
- 《접속! 무비월드》 (SBS)
- 《금요기획》 (KBS)
- 《KBS 스페셜》 (KBS)
- 《SBS 스페셜》 (SBS)
- 《OBS 스페셜》 (OBS)
- 《아시아 헌터》 (TV조선)
- 《신세계》 (MBN)
- 《다큐프라임 세계 문명사 대기획 - 위대한 로마 1부 황제들의 정치무대, 콜로세움》 (EBS) - 마르티알리스 역
- 《2TV 생생정보》 (KBS2) - 내레이션
- 《바닷가 사람들》 (EBS) - 내레이션
- 《다큐공감》 (KBS1) 161회 : 제주 보목, 자리돔의 바다 - 내레이션
- 공사창립특집 신라왕경복원프로젝트 《황금기사의 성》 (KBS1) - 내레이션
- 《2017 국민의 선택 - 대선 게임 권좌를 찾아서》 (SBS) - 내레이션
- 《다큐공감 280회 : 어매의 밥그릇, 널배》 (KBS1) - 내레이션
- 《위대한 식탁》 (JTBC) - 내레이션
- 《엠카운트다운》(엠넷) - 내레이션
- 《다큐On 238회 : 아버지의 설빔》 (KBS1) - 내레이션

#### 특집 라디오 프로그램
- 《EBS 책 읽는 라디오 낭독 시리즈》 (2014년, EBS FM)

#### 예고
- 《낭랑 18세》 (KBS)

### 연기

#### 영화
- 《복수혈전》- 마건수 회장 (목소리) 역
- 《머털도사》 - 왕질악 도사 (목소리) 역
- 《대한민국 헌법 제1조》 - 변 총재 역
- 《결혼 이야기》 - 콜롬보 역
- 《헤어드레서》 - 본부장 역
- 《런어웨이》 - 김과장 역
- 《투캅스 3》 - 보스 역
- 《실락원》
- 《공포 택시》 - 견인차 운전수 역
- 《하얀 방》 - 보도국장 역
- 《철없는 아내와 파란만장한 남편 그리고 태권소녀》 - 늙은남자 석만창 역
- 《강아지 죽는다》 - 서울회장 역
- 《마지막 늑대》 - 근엄한 목소리 역
- 《음란서생》 - 필사장이 역
- 《복면달호》 - 최회장 역
- 《Mr. 로빈 꼬시기》 - 민준 아버지 역
- 《상사부일체》 - 강수정 아버지 강 총경 역
- 《가루지기》 - 봉사의원 역
- 《감기》 - 국무총리 역
- 《더 테너 리리코 스핀토》 - 배재철 아버지 역
- 《강철비》 - 북한내각총리 역

#### 드라마
- 《공룡선생》 (SBS)
- 《전원일기》 (MBC) - 김회장 일가의 친척 역 이외 각종 단역
- 《제1공화국》 (MBC) - 석천 최용건 역
- 《3840 유격대》 (MBC)
- 《제2공화국》 (MBC) - 이범석 역
- 《제3공화국》 (MBC) - 이범석 역
- 《질투》 (MBC) - 여행사 부장 방석환 역
- 《독도 수비대》 (MBC) - 일본 순시선 함장 역
- 《마지막 승부》 (MBC)
- 《장희빈》 (SBS) - 김응하 역
- 《제4공화국》 (MBC) - 이종구 역
- 《파일럿》 (MBC) - 한국항공대학교 항공운항과 교수 역
- 《찬란한 여명》 (KBS1) - 이용희 역
- 《화려한 휴가》 (MBC)
- 《모래시계》 (SBS)
- 《국희》 (MBC)
- 《복수혈전》 (MBC) - 발냄새 역
- 《한지붕 세가족》 (MBC)
- 《호텔》 (MBC) - 전주호텔 김길수 회장 역
- 《의가형제》 (MBC) - 강릉병원 순환기내과 과장 후임 진료부장 정시홍 역
- <가족> (iTV) - 황길수 역
- 《예감》 (MBC)
- 《전설의 고향》 (KBS) - 98년 작 살생부편 천서방 역
- 《싱싱 손자병법》 (KBS)-한영화장품 본부장 역
- 《멋진 친구들 Ⅱ》 (KBS)
- 《승부사》 (SBS) - 신부 역
- 《애드버킷》 (MBC) - 국회의원 김진철
- 《카이스트》 (SBS) - 김대현 교수 역
- 《뉴 논스톱》 (MBC) - 문화대학교 체육대학 학장 김기현 교수 역(단역)
- 《헬로우 닥터》 (ITV) - 오뚜기 비디오 샵 업주 김기현 역(카메오 단역)
- 《세 친구》 (MBC) - 문화아파트 경비원 김기현 역(단역)
- 《연인들》 (MBC) - 독고영재 회장(카메오 단역)의 친구 김기현 역(단역)
- 《논스톱5》 (MBC) - 강 회장 역
- 《좋아 좋아》 (SBS) - 주왕 역
- 《여인천하》 (SBS) - 백도주 역
- 《야인시대》 (SBS) - 일신상회 박춘영 회장 역
- 《호텔리어》 (MBC)
- 《리멤버》 (MBC) - 신태수 역
- 《낭랑 18세》 (KBS) - 나레이션 역
- 《달래네 집》 (KBS) - 기현 역
- 《제5공화국》 (MBC) - 육군 수도경비사령관 장태완 장군 역
- 《단팥빵》 (MBC) - 의사 역
- 《성장드라마 반올림2》 (KBS) - 교장 역
- 《미스터 굿바이》 (KBS) - 박양수 역
- 《KBS 드라마시티 - 행운반납》 (KBS) - 사장 역
- 《웃는 얼굴로 돌아보라》 (KBS) - 덕화의 친형 역
- 《무기여 잘 있거라》 (KBS) - 사단장 역
- 《정조암살미스터리 8일》 (채널CGV) - 김정수 역
- 《한성별곡》 (KBS) - 심민구 역
- 《착한여자 백일홍》 (KBS) - 차덕진 역
- 《대왕 세종》 (KBS) - 류정현 역
- 《아빠 셋 엄마 하나》 (KBS) - 건설회사 사장 / 찬영 부 역
- 《선덕여왕》 (MBC) - 김거칠부 역
- 《김수로》 (MBC) - 허정상 역
- 《글로리아》 (MBC) - 정 회장 역
- 《마이더스》 (SBS) - 장명구 역
- 《드림하이》 (KBS2)
- 《열혈장사꾼》 (KBS) - 대기업 회장 역
- 《뉴하트》 (MBC) - 김한결의 할아버지 역 (특별출연)
- 《해피앤드 101가지 부부이야기》 (채널A)
- 《특수사건 전담반 TEN》 (OCN) - 민채원 할아버지 역
- 《인현왕후의 남자》 (tvN) - 나레이션 하는 남자 역
- 《각시탈》 (KBS2) - 현 의원 역
- 《세상 어디에도 없는 착한남자》 (KBS2) - 남 사장 역
- 《가족사진》 (SBS) - 박해오 역
- 《일말의 순정》 (KBS) - 육군 수도경비사령관 장태완 장군 역
- 《가족끼리 왜 이래》 (KBS2) - 환자 역
- 《너를 사랑한 시간》 (SBS) - 노인 승객 역
- 《장영실》 (KBS1) - 태조 이성계 역
- 《KBS 드라마 스페셜 - 평양까지 이만원》 (KBS2)
- 《미워도 사랑해》 (KBS) - 판사 역
- 《블랙》 (OCN) - 목소리 출연
- 《으라차차 와이키키》 (JTBC) - 민기영 역
- 《죽어도 좋아》 (KBS) - 강수찬 회장 역
- 《빅마우스》 (MBC) - 연흥관에서 상영된 영상 속 내레이션 역
- 《위험한 약속》 (KBS2) - 오혜원의 한국병원 징계위원장 역 (79회)

#### 공연
- 《돈 주앙》 - 돈 루이스 역
- 《뷰티풀 게임》 - 오도널 신부 역

### 기타

#### 버라이어티 프로그램 게스트 출연
- 《가족오락관》 (KBS)
- 《건강버라이어티 올리브》 (OBS)
- 《도전 1000곡》 (SBS)

#### 다큐멘터리 출연
- 《안동양반의 사생활 - 조성당일기》 (KBS대구)

#### 시사교양 출연
- 《전쟁과 음악사이》 (국방TV)
- 《행복한 아침》 (채널A)

### 광고
- SK하이닉스 (씨티맨)
- 현대그룹
- 현대자동차 (그레이스, 싼타모, 쏘나타 3, EF쏘나타, 엘란트라, 엑센트, 프로엑센트, 현대 91A 트럭, 싼타페, 아토스, 갤로퍼2 , 제너시스,테라칸 등)
- 기아자동차 (카스타, 옵티마, 슈마, 그랜토, 봉고프런티어, 세피아, 비스토, 델타 등)
- 서울우유 (미노스우유)
- 명인제약 (이가탄)
- 신세계통신 (파워디지털 017)
- 공익광고협의회 (생산성 향상(라디오), 태극기사랑, 월드컵)
- 배스킨라빈스
- 부광약품 (안티프라그)
- 하나은행
- 롯데제과 (빙하시대 커피맛)
- 우리들제약 (코엔)
- 한림제약 (호르반)
- 한일양행 (한금탕)
- 백천보일러
- 농심 (신라면 큰사발, 농심라면 육개장)
- 대우통신 (유니카피) (윈프로)
- 광동제약 (광동우황청심원)
- GC녹십자 (제놀쿨)
- 일양약품 (영비천)
- 하나SK카드 (터치원)
- SK텔레콤
- 한국산업은행
- 대상 (청정원)
- 종근당 (인코라민)
- 국민카드
- 원광대학교
- KAT시스템 (카리스마웹)
- 우성타이어
- 대웅제약 (우루사)
- 동성제약 (동성 정로환F)
- 남양유업 (아인슈타인 우유)
- 쌍용자동차 (무쏘, 이스타나, 체어맨 등)
- 한국GM (르망, 라노스, 뉴프린스, 누비라, 매그너스 등)
- 아주캐피탈
- 삼성전자 (파브)
- SK브로드밴드
- 한미 자유무역협정 체결 지원위원회
- 캐리비안의 해적 (예고편)
- 파크랜드
- 우림건설 (우림필유)
- 새롬리더스 (00770)
- 이마트
- 푸조 (뉴607)
- 현대모비스
- 2007 서울모터쇼
- 아남전자 (대형TV파왕)
- 서울신문
- 롯데칠성음료 (홍삼 스포츠)
- 대원미디어 유희왕 오피셜 카드게임 : 강철의 습격자
- 동원F&B (동원참치)
- 동원증권
- 경동나비엔
- 한국투자증권
- 대한항공
- 키움증권
- 대신증권
- 삼성전자
- 롯데푸드 후라이드치킨 - 로보캅 역
- 피커폰
- 오리온 (펌프껌)
- LG전자 (심포니, 싸이언)
- 한국코카콜라 (파워에이드)
- 신한은행
- 아시아나항공
- 태광에로이카 (쾨헬, 유무선전화기)
- 한국얀센 (타이레놀) (Feat, 이광세)
- 필립스 (와이드 TV)
- 오비맥주 (카스, 카스레드)
- 현대오일뱅크
- 혼다 어코드
- 아우디 (A6, A8)
- SK텔레콤
- 고갱 (미술전시회)
- KTF
- 신한금융네트워크
- 유니베라
- 위니아대우 (개벽TV, 써머스)
- e편한세상
- 버거킹 통모짜와퍼 - 김성령
- CJ제일제당
- 동아메디팜 (웰초)
- 오션 앤 엠파이어
- 미스터피자
- 기호2번 홍준표
- 게임펍 파이널 삼국지
- 라피도
- 로케트전기
- 롯데푸드 (삼강 자이언트골드)
- 번개장터 - 파름신
- SK매직 - 생활구독

### 지역광고
- 아세아종합기계 - 대구
- 매일신문 - 대구
- 성서 무지개타운 - 대구
- 세광 트윈빌 - 대구 (Feat, 민응식)
- 방학동 대상타운 현대아파트 - 서울
- 청주스포츠타운 크라프트 - 청주
- 충청남도 계룡사무소 - 충남
- 합동자동차상사 - 대구
- 광주대성학원 - 광주
- 나노하이테크 - 대전 (Feat, 김상현)
- 티제이축산 - 부산
- 온정성푸드 - 대구

## 수상 경력
- 1975년 MBC 연기대상 라디오부문 신인연기상
- 1980년 MBC 연기대상 라디오부문 조연상
- 1982년 MBC 연기대상 라디오부문 주연상
- 1996년 대한민국 방송대상 성우상
- 1997년 대한민국 광고대상 모델상
- 2019년 제10회 대한민국 대중문화예술상 대통령 표창

## 같이 보기
- 문화방송 성우극회